# Discographie de Brad Mehldau
Cette page décrit la discographie du pianiste de jazz Brad Mehldau.

## Albums en solo
- 1999 : Elegiac Cycle (Warner Bros.)
- 2004 : Live in Tokyo, live (Nonesuch Records)
- 2011 : Live in Marciac, live (Nonesuch Records)
- 2015 : 10 Years Solo Live, live (Nonesuch Records)
- 2018 : After Bach (Nonesuch Records)
- 2020 : Suite: April 2020 (Nonesuch Records)
- 2023 : Your Mother Should Know: Brad Mehldau Plays The Beatles (en) (Nonesuch Records)
- 2024 : After Bach II (Nonesuch Records)[1]
- 2024 : Après Fauré (Nonesuch Records)[1]

## Albums en duo
- 2006 : Love Sublime, avec Renée Fleming (Nonesuch Records)
- 2006 : Metheny/Mehldau, avec Pat Metheny (Nonesuch Records)
- 2010 : Love Songs, avec Anne Sofie von Otter (Naïve Records)
- 2011 : Modern Music, avec Kevin Hayes, compositions et arrangements de Patrick Zimmerli (Nonesuch Records)
- 2014 : Mehliana: Taming the Dragon (en), avec Mark Guiliana (Nonesuch Records)
- 2016 : Nearness, avec Joshua Redman (live, Nonesuch Records)
- 2017 : Chris Thile & Brad Mehldau (en), avec Chris Thile (Nonesuch Records)
- 2018 : Long Ago and Far Away (en), avec Charlie Haden, live (Impulse!)
- 2023 : The Folly of Desire (en), avec Ian Bostridge (PentaTone)

## Albums en trio

### Avec Larry Grenadier et Jorge Rossy
- 1995 : Introducing Brad Mehldau, avec Larry Grenadier et Jorge Rossy, trio avec Christian McBride et Brian Blade (Warner Bros. Records)
- 1997 : The Art of the Trio, Vol. 1 (Warner Bros.)
- 1998 : Live at The Village Vanguard: The Art of the Trio, Vol. 2, live (Warner Bros.)
- 1998 : Songs: The Art of the Trio, Vol. 3 (Warner Bros.)
- 1999 : The Art of the Trio, Vol. 4: Back at The Vanguard, live (Warner Bros.)
- 2000 : Places (Warner Bros.)
- 2001 : Progression: The Art of the Trio, Vol. 5, live (Warner Bros.)
- 2004 : Anything Goes (Nonesuch Records)
- 2007 : House on Hill (Nonesuch Records)

### Avec Larry Grenadier et Jeff Ballard
- 2005 : Day Is Done (Nonesuch Records)
- 2008 : Brad Mehldau Trio Live, live (Nonesuch Records)
- 2012 : Ode (Nonesuch Records)
- 2012 : Where Do You Start (Nonesuch Records)
- 2015 : Blues and Ballads (en) (Nonesuch Records)
- 2018 : Seymour Reads the Constitution! (en) (Nonesuch Records)

## Albums en tant que coleader
- 1993 : New York-Barcelona Crossing, Volumen 1 (en), avec Jorge Rossy, Mario Rossy, Perico Sambeat
- 1993 : New York-Barcelona Crossing, Volumen 2 (en), avec Jorge Rossy, Mario Rossy, Perico Sambeat
- 1993 : When I Fall in Love (en), Mehldau & Rossy Trio
- 1994 : Consenting Adults (en), avec Mark Turner, Peter Bernstein, Larry Grenadier, Leon Parker
- 1997 : Alone Together (en), avec Charlie Haden, Lee Konitz
- 2007 : Metheny/Mehldau Quartet (en), duo avec Pat Metheny, avec Larry Grenadier et Jeff Ballard (Nonesuch Records)
- 2011 : Live at Birdland (en), avec Lee Konitz, Charlie Haden, Paul Motian
- 2020 : RoundAgain (en), avec Joshua Redman, Christian McBride et Brian Blade(Nonesuch)
- 2022 : LongGone (en), avec Joshua Redman, Christian McBride et Brian Blade (Nonesuch)

## Autres formations
- 2002 : Largo (Warner Bros.)
- 2010 : Highway Rider (Nonesuch Records)
- 2019 : Finding Gabriel (Nonesuch Records)
- 2021 : Variations on a Melancholy Theme (en), avec l'Orpheus Chamber Orchestra (Nonesuch Records)
- 2022 : Jacob's Ladder (en) (Nonesuch Records)[2]

## En tant que sideman
| Année | Leader                     | Nom du disque                       | Maison de disque |
| ----- | -------------------------- | ----------------------------------- | ---------------- |
| 1991  | Christopher Hollyday (en)  | The Natural Moment                  | Novus            |
| 1992  | Peter Bernstein            | Somethin's Burnin                   |                  |
| 1992  | Grant Stewart (en) Quintet | Downtown Sounds                     | Criss Cross      |
| 1993  | Jesse Davis (en)           | Young At Art                        | Concord          |
| 1994  | Peter Bernstein            | Signs of Life                       |                  |
| 1994  | Joshua Redman              | Moodswing                           |                  |
| 1994  | Mark Turner                | Yam Yam                             |                  |
| 1995  | Perico Sambeat             | Ademuz                              |                  |
| 1996  | Chris Potter               | Moving In                           |                  |
| 1997  | Anthony Wilson             | Anthony Wilson                      |                  |
| 1997  | Lee Konitz                 | Another Shade of Blue               |                  |
| 1998  | Joshua Redman              | Timeless Tales (For Changing Times) |                  |
| 1998  | Mark Turner                | In This World                       |                  |
| 1998  | Daniel Lanois              | Belladona                           |                  |
| 1999  | Charles Lloyd              | Hyperion With Higgins               |                  |
| 1999  | Charles Lloyd              | The Water is Wide                   |                  |
| 1999  | Chris Cheek                | Vine                                | Fresh Sound      |
| 1999  | Fleurine (en)              | Close Enough for Love (en)          | EmArcy           |
| 2000  | John Scofield              | Works For Me                        |                  |
| 2001  | Walt Weiskopf (en)         | Man of Many Colors                  | Criss Cross      |
| 2001  | Joel Frahm (en)            | Don't Explain                       | Palmetto         |
| 2002  | Peter Bernstein            | Heart's Content                     |                  |
| 2002  | Charlie Haden              | American Dreams                     |                  |
| 2002  | Darek Oles (en)            | Like A Dream                        | Cryptogramophone |
| 2003  | Peter Bernstein            | Stranger in Paradise                |                  |
| 2003  | Perico Sambeat             | Friendship                          |                  |
| 2004  | Chris Cheek                | Blues Cruise                        | Fresh Sound      |
| 2004  | Kurt Rosenwinkel           | Deep Song                           |                  |
| 2006  | Michael Brecker            | Pilgrimage                          |                  |
| 2008  | Joe Martin (en)            | Not By Chance                       | Anzic            |
| 2010  | Eli Degibri                | Israeli Song                        |                  |
| 2013  | Joshua Redman              | Walking Shadows                     |                  |
| 2014  | Jimmy Cobb                 | The Original Mob                    |                  |
| 2014  | Renée Fleming              | Christmas in New York               | Decca            |
| 2014  | Dayna Stephens (en)        | Peace                               | Sunnyside        |
| 2016  | Warren Wolf                | Convergence (en)                    | Mack Avenue      |
| 2016  | Wolfgang Muthspiel (en)    | Rising Grace (en)                   | ECM              |
| 2017  | Dayna Stephens (en)        | Gratitude (en)                      | Contagious Music |
| 2017  | Peter Bernstein            | Signs Live! (en)                    | Smoke Sessions   |
| 2018  | Wolfgang Muthspiel (en)    | Where the River Goes (en)           | ECM              |
| 2018  | Fleurine (en)              | Brazilian Dream                     |                  |
| 2019  | Chase Baird (en)           | A Life Between                      | Soundsabound     |

## En tant que «guest»
| Année | Leader             | Nom du disque              | Maison de disque    |
| ----- | ------------------ | -------------------------- | ------------------- |
| 1992  | Allen Mezquida     | A Good Thing               |                     |
| 1998  | Scott Weiland      | 12 Bar Blues               |                     |
| 1998  | Avishai Cohen      | Adama                      |                     |
| 1998  | Willie Nelson      | Teatro                     |                     |
| 1999  | Ruth Cameron       | Roadhouse                  |                     |
| 2000  | Joe Henry          | Scar                       |                     |
| 2000  | Vinícius Cantuária | Vinicius                   |                     |
| 2000  | Steve Davis (en)   | Portrait in Sound          |                     |
| 2000  | Kevin Mahogany     | Portrait of Kevin Mahogany |                     |
| 2001  | Lea DeLaria        | Play It Cool               |                     |
| 2001  | John Patitucci     | Communion                  |                     |
| 2001  | Wayne Shorter      | Alegría                    | Verve Records       |
| 2002  | Fleurine (en)      | Fire                       |                     |
| 2003  | Harvey Mason       | With All My Heart          |                     |
| 2006  | Joni Mitchell      | A Tribute to Joni Mitchell |                     |
| 2007  | Vinícius Cantuária | Cymbals                    |                     |
| 2007  | Fleurine (en)      | San Francisco              |                     |
| 2008  | Robert Sadin       | Art of Love                |                     |
| 2008  | Allen Toussaint    | The Bright Mississippi     |                     |
| 2014  | Antonio Sanchez    | Three Times Three          |                     |
| 2015  | Yael Naim          | Older                      | Tôt ou tard         |
| 2019  | Kyle Crane (en)    | Crane Like the Bird (en)   | Crane Like the Bird |
| 2019  | Pedro Martins      | Vox                        | Heartcore           |

## Musiques de film
- 1997 : Minuit dans le jardin du bien et du mal (Midnight In The Garden of Good and Evil) de Clint Eastwood
- 1999 : Eyes Wide Shut de Stanley Kubrick
- 2000 : Space Cowboys de Clint Eastwood
- 2000 : The Million Dollar Hotel de Wim Wenders
- 2001 : Ma femme est une actrice de Yvan Attal
- 2004 : Ils se marièrent et eurent beaucoup d'enfants de Yvan Attal
- 2019 : Mon chien stupide de Yvan Attal